# Ameridelphia
Ameridelphia é tradicionalmente uma superordem que inclui todos os marsupiais que vivem nas Américas, inclusive foi o motivo de nomeclatura, exceto o grupo Dromiciops. Esse grupo é considerado um grupo parafilético atualmente.
Na América do Sul, a irradiação de marsupiais foi menor em relação à locais como a Austrália,  porém, dominaram como insetívoros e incluem os principais grupos de carnívoros e alguns herbívoros de pequeno porte.
Os marsupiais existentes hoje no continente sul-americano são divididos em três ordens: Didelphimorphia, Microbiotheria e  Paucituberculata . Além destas, duas outras ordens completamente extintas são descritas para o Cenozoico do continente sul-americano: Sparassodonta e Polidolopimorphia.

## Ordens
As ordens do seres viventes deste grupo estão listados abaixo:
- Ordem Didelphimorphia (108 espécies)
- Família Didelphidae: gambás
- Ordem Paucituberculata (7 espécies)
- Família Caenolestidae: gambás musaranho
- Ordem Microbiotheria (1 espécie)
- Família Microbiotheriidae: Dromiciops gliroides

## Didelphimorphia
A origem da ordem Didelphimorphia foi o primeiro evento cladogenético de Marsupial. Das três ordens de marsupiais ameridelfos esta é de longe a mais diversa, com aproximadamente 108 espécies viventes distribuídas principalmente na América do Sul, mas com algumas espécies endêmicas da América Central e uma espécie chegando até a porção sul do Canadá. Didelphimorphia por muito tempo foi tratada como um “grupo saco de gatos”, com diversas famílias de marsupiais do Cretáceo norte-americano sendo incluídas nela. Desta forma considerou-se também que os representantes atuais desta ordem seriam parte de uma extensa linhagem que teria se originado no Cretáceo. Entretanto, diversas famílias são atualmente consideradas parte das diversas linhagens basais de Metatheria que se desenvolveram anteriormente ao surgimento de Marsupialia. Atualmente se considera duas superfamílias dentro de Didelphimorphia, Peradectoidea e Didelphoidea. Peradectoidea pode ser dividida em duas famílias. A primeira, Peradectidae, teria surgido na América do Norte durante o Paleoceno e seu registro fóssil se estende até o Mioceno. Já a família Caroloameghiniidae possui um registro fóssil bastante escasso, com ocorrência ao longo do Paleógeno da América do Sul. Já Didelphoidea, numa concepção mais restrita do que historicamente foi feito, compreende as famílias Sparassocyniidae e Didelphidae, cuja proximidade filogenética já é há bastante tempo aceita. A extinta família Sparassocynidae compreende apenas o gênero Sparassocynus, com registro fóssil que varia do Mioceno ao Plioceno. Esses marsupiais possuem modificações bastante acentuadas para a carnivoria, como por exemplo a redução tanto do talonido quanto do protocone. Por outro lado, Didelphidae é a família na qual estão inseridos todos os marsupiais encontrados atualmente no Brasil, sendo especial importância para o presente estudo.

## Paucituberculata
É uma das três ordens de Ameridelphia que possui representantes atuais na fauna do continente sul-americano. Seis espécies e três gêneros existem atualmente, todos pertencentes à família Caenolestidae. O gênero Caenolestes, distribuído nas florestas de altitude da Venezuela, Colômbia e Equador. O gênero Lestoros, nos planaltos do Peru e Bolívia, e o gênero Rhyncholestes, na porção sulcentral do Chile e extremo oeste da Argentina. A ordem é composta por quatro famílias divididas em duas superfamílias: Caenolestoidea, que compreende as espécies atuais, e Palaeothentoidea. A maior parte dos restos fósseis descritos é composto de material dentário. Portanto, a sistemática do grupo tem sido baseada principalmente na morfologia dentária. Os indivíduos apresentam incisivos procumbentes, análogos aos de marsupiais australianos diprotodontes, o que leva serem chamados “pseudodiprotodontes”, denominação informal que engloba também os indivíduos da ordem Polyprotodontia, que apresentam a mesma característica, razão pela qual era proposto que Paucituberculata + Polyprotodontia formavam um clado denominado “Pseudodiprotodontia” por (GOIN et al., 2009; BECK, 2017). Essa hipótese foi refutada por análises filogenéticas, que comprovaram que Pseudodiprotodontia não é um grupo natural (CASE et al., 2005). A semelhança apresentada na morfologia dos dentes entre as duas ordens é na verdade resultado de uma convergência evolutiva, portanto, o padrão do dente diprotodonte teria evoluído independentemente em Diprodontia, Paucituberculata e Polydolopimorphia (GOIN et al., 2009; BECK, 2017). Além disto, os molares apresentam uma tendência a assumir uma forma quadrangular em vista oclusal, devido a um aumento do metacônulo. Algumas espécies desta ordem também apresentam os terceiros pré-molares hipertrofiados (plagiaulacoide). Os fósseis mais antigos de Paucituberculata datam do início do Eoceno (idade Itaboraiense) da Bacia de São José do Itaboraí, Brasil, e de sítios da Argentina. Apesar dos poucos representantes atuais, esta ordem se diversificou bastante ao longo do Cenozoico, com cerca de 50 espécies conhecidas até o momento distribuídas por sítios de toda a América do Sul, mas com maior diversidade durante o início do Mioceno.

## Microbiotheria
Microbiotheria é uma ordem de pequenos marsupiais caracterizados, entre outras características morfológicas, pela presença de uma bula timpânica muito aumentada e pela morfologia das raízes dos terceiros incisivos inferiores, que diferentemente dos outros marsupiais sul-americanos não estão deslocados posteriormente em relação às raízes dos outros dentes. A ordem compreende duas famílias: Microbiotheriidae e Woodburnodontidae. Microbiotheriidae foi proposta para agrupar espécies fósseis de marsupiais encontrados em rochas do Oligoceno e Mioceno da Patagônia argentina. Posteriormente, considerou-se que estes fósseis não só representavam uma família nova, mas sim uma ordem, Microbiotheria. No ano 1995 foi concluído que a espécie Dromiciops gliroides, então considerada um membro da família Didelphidae, era a última espécie vivente da ordem Microbiotheria. Dromiciops gliroides apresenta tamanho diminuto (cerca de 30 g), dieta insetívora e está restrita às florestas de clima frio da porção centro-sul do Chile e adjacência argentina. Já a família Woodburnodontidae foi proposta com base em uma espécie descrita para o Eoceno da Península antártica. A espécie Woodburnodon casei apresenta características plesiomórficas e dimensões muito maiores do que qualquer outro Microbiotheriidae descrito até então, o que levou os autores a considerarem-na uma representante de uma nova família. Além da localização atual da espécie Dromiciops gliroides, a ordem Microbiotheria é descrita para início do Paleoceno da Bolívia (Tiupampa), início do Eoceno do Brasil (Itaboraí), Eoceno das Ilhas Seymour (Península Antártica) e Oligoceno e Mioceno das províncias de Chubut e Santa Cruz na Argentina. Essa distribuição espaço-temporal se deve provavelmente às mudanças ambientais. O clima das regiões mais próximas ao Equador no início do Cenozoico seria mais frio do que o atual, favorecendo um ecossistema típico para o desenvolvimento das espécies da ordem. Com o passar do tempo o avanço de um clima mais quente para latitudes maiores fez com que os microbiotérios se restringissem cada vez mais ao sul, até que com a separação da América do Sul e da Antártica a ordem se manteve restrita as regiões do sul do Chile e da Argentina.

## Evolução e filogenética
É um fato que em sua trajetória evolutiva e a separação de um ancestral comum há mais de 100 milhões de anos, levaram as linhagens placentárias e marsupiais a darem continuidade as sua evolução de forma independente apesar de suas semelhanças no nível de comportamento, habitat, locomoção e alimentação; porém, a forma reprodutiva é o espectro mais evidente que reflete as relações evolutivas distintas.
Os marsupiais modernos são agora entendidos como uma linhagem originalmente sul-americana que mais tarde chegou à Austrália e ali se diversificou em uma radiação adaptativa massiva.Dados moleculares, incluindo a análise de locais de inserção de retrotransposon no DNA nuclear de uma variedade de marsupiais, e a evidência fóssil indicam que Ameridelphia pode ser melhor compreendida como um grau evolutivo. Como Didelphimorphia parece ser o grupo marsupial basal, ele e Paucituberculata não parecem ser parentes mais próximos. Enquanto isso, o clado não classificado Euaustralidelphia foi proposto como o nome para os marsupiais australianos (Australidelphia exceto Microbiotheria, dos quais Dromiciops é o único sobrevivente), que provavelmente derivam de uma única colonização da América do Sul via Antártica.[carece de fontes?]